# 范健
范健（1957年11月17日—），中华人民共和国法学家。
早年获得南京大学哲学学士学位，1988年，获南京大学法学硕士，1989年至1991年，赴德国哥廷根大学法律系进修，后任南京大学法学院教授、院长、中德经济法研究所中方所长。1995年当选为中国十大杰出青年法学家。